# Felsőjánosfa
Felsőjánosfa es un pueblo ubicado en el distrito de Körmend, en el condado de Vas, Hungría.

## Superficie
Posee una superficie de 3,060 kilómetros cuadrados.

## Demografía
Hasta 2019 la población era de 181 habitantes, con una densidad de población de 59,15 habitantes por kilómetro cuadrado.